# Mount Elbert
Mount Elbert i Colorado är Klippiga bergens högsta topp, 4 401 meter över havet. Mount Elbert är också den högsta punkten i delstaten Colorado och den högsta punkten i Sawatch Range. Den ligger i Lake County, ungefär 16 km sydväst om Leadville. Den ligger inom San Isabel National Forest.